# 리히텐슈타인 후작부인 기나
리히텐슈타인 후작부인 기나(Princess Gina of Liechtenstein, 1921년 10월 24일 ~ 1989년 10월 18일)는 1943년부터 1989년까지 리히텐슈타인의 후작 프란츠 요제프 2세의 아내로 리히텐슈타인의 후작부인이었다. 그녀는 리히텐슈타인의 후작 한스아담 2세의 어머니였고 기나(Gina)로 널리 알려져 있었다.

## 자녀
프란츠 요제프 2세와 결혼해서 슬하 4남 1녀를 두었다.
- 장남 한스아담 2세 - 슬하 3남 1녀
- 차남 필리프 - 슬하 3남
- 삼남 니콜라우스 - 슬하 2남 2녀
- 장녀 노라 - 슬하 1녀
- 사남 프란츠 요제프 - 미혼, 자녀 없음